# Dypterygia assuetus
Dypterygia assuetus är en fjärilsart som beskrevs av Butler 1879. Dypterygia assuetus ingår i släktet Dypterygia och familjen nattflyn. Inga underarter finns listade i Catalogue of Life.